# Kasane

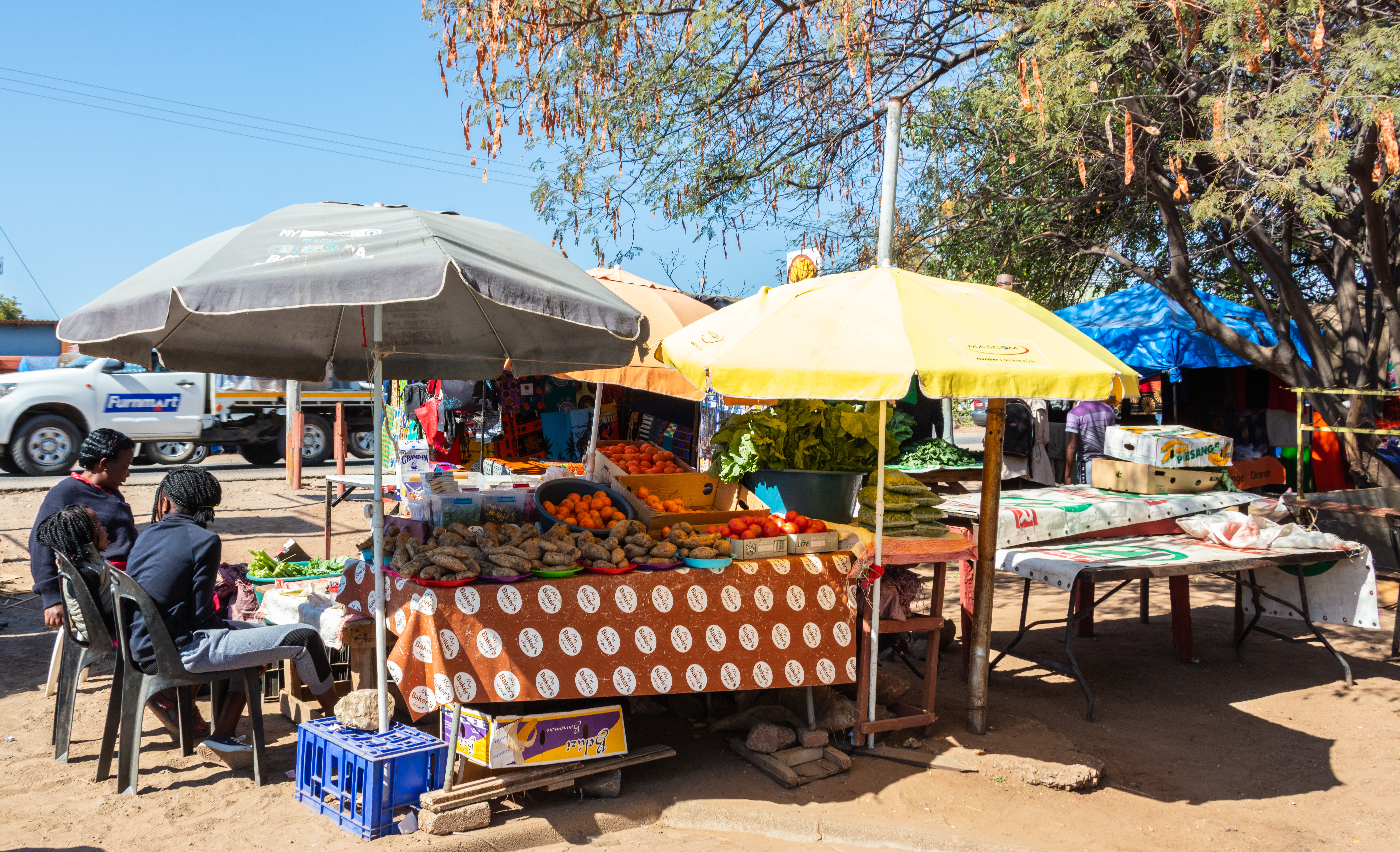
Comercio ambulante en Kasane.

Kasane es una ciudad de Botsuana, cerca de las "Cuatro Esquinas" de África, donde se encuentran cuatro países: Botsuana, Namibia, Zambia y Zimbabue. Se localiza en el extremo nordeste del país donde hace las funciones de centro administrativo del Distrito de Chobe. La población en 2011 era de 9.008 habitantes.
Kasane obtuvo momentáneamente renombre internacional por la boda de Elizabeth Taylor y Richard Burton en 1975.

## Transportes
La ciudad se sitúa en la ribera sur del río Chobe, que constituye el límite con la Franja de Caprivi, Namibia. La isla Impalila queda frente a la ciudad en la ribera norte del río, donde hay un transbordador de pasajeros que lo cruza hasta Namibia. En torno a 8 km al este de Kasane se encuentra el pueblo de Kazungula, donde la ciudad tiene un frente de 1,6km de largo con el río Zambeze justo detrás de su confluencia con el río Chobe. Aquí, el puesto fronterizo de Kazungula da servicio al transbordador de Kazungula para cruzar a dicha ciudad de Zambia, en la ribera norte del Río Zambeze. Existe un segundo puesto fronterizo cercano que da servicio a la carretera hacia Zimbabue que circula durante 70 km hasta las cataratas Victoria.
Kasane supone el extremo norte de la autopista asfaltada que une Francistown con Gaborone, la arteria regional entre el África septentrional y central, en especial para camiones demasiado pesados para las restricciones periódicas que se establecen en el puente de las cataratas Victoria. Existen también una carretera asfaltada hacia la frontera con Namibia, 51 km al oeste de Ngoma.
Respecto del Parque nacional Chobe, Kasane está en su extremo noroeste y su conexión por carretera es un acceso frecuentado por turistas, particularmente los que vienen del delta del Okavango, las cataratas Victoria y la Franja de Caprivi.
La ciudad cuenta con el aeropuerto de Kasane.

## Ocio y centros cívicos
Kasane cuenta con una serie de lugares de acampada así como varios lodge (alojamiento orientado al turismo de safaris). Estos lodge organizan excursiones diarias al Parque Nacional de Chobe así como excursiones en barca por el río Chobe.
Kasane cuenta instalaciones o cajeros automáticos del Barclays Bank, First National Bank, Stanbic y del Standard Chartered Bank.
La granja de cocodrilos de Chobe es un gran reclamo turístico, situado aproximadamente a unos 8 km al este de Kasane, en la pequeña villa de Kazungula.